# Orectolobus hutchinsi
Orectolobus hutchinsi — акула з роду Килимова акула родини Килимові акули. Інша назва «західний воббенгонг».

## Опис
Загальна довжина досягає 149 см. Голова велика. Морда округла Очі маленькі, які майже не помітні. За очима є бризкальця. Характерна бахрома шкірних наростів, присутня по контуру голови і тіла цих акул нагадує своєрідну бороду. Ніздрі з'єднані з кутами рота глибокою канавкою. У переднього краю кожної ніздрі мається дволопатеві вусики. Рот широкий. Зуби дрібні, з багатьма верхівками. Тулуб масивний, сплощений зверху. Грудні й черевні плавці добре розвинені, великі, округлих форм. Має 2 невеликих спинних плавця, що розташовані позаду черевних плавців, ближче до хвостового плавця. Хвостовий плавець вузький і довгий, гетероцеркальний.
Забарвлення спини світло-коричневе з візерунками з плям та ліній коричневого кольору з відтінками від жовтуватого до темно-коричневого.

## Спосіб життя
Тримається від мілини до 106 м, на схилах континентального шельфу. Воліє до піщаних і піщано-мулистих ґрунтів, обирає скелясті та кам'янисті ділянки дна. Є одинаком. Вдень ховається у природних укриттях. Активна у присмерку або вночі. Живиться переважно дрібною костистою рибою, а також ракоподібними, молюсками, морськими червами, рідше молодими акулами. Полює із засідки.
Статева зрілість у самців настає при розмірах 1,12 м, самиць — 1,1 м. Це яйцеживородна акула. Вагітність триває 9-11 місяців. Породілля відбувається у липні-вересні. Народжується від 18 до 29 акуленят завдовжки 22-26 см. Самиці народжують 1 раз у 2-3 роки.
Є об'єктом аматорського та спортивного рибальства.
Ця акула потенційно небезпечна для людини.

## Розповсюдження
Мешкає від затоки Бремер до затоки Корал (західна Австралія). Звідси походить інша назва цієї акули.